# Адрадас
Адра́дас (ісп. Adradas) — невеликий населений пункт та муніципалітет в районі (комарці) Альмасан провінції Сорія автономної спільноти Кастилія-і-Леон, Іспанія. Мер — Хуан Хосе Ернандо Морон (з 2003 року).
Площа муніципалітету становить 67,47 км², населення становить 78 осіб (2007).
Місцевість гориста, висота над рівнем моря становить 1051 м.
Покровитель містечка — Святий Ісідро.